# Leimbach (bij Neuerburg)
Leimbach is een plaats in de Duitse deelstaat Rijnland-Palts, en maakt deel uit van de Eifelkreis Bitburg-Prüm.
Leimbach telt 50 inwoners.

## Bestuur
De plaats is een Ortsgemeinde en maakt deel uit van de Verbandsgemeinde Südeifel.

## Gemeentekernen

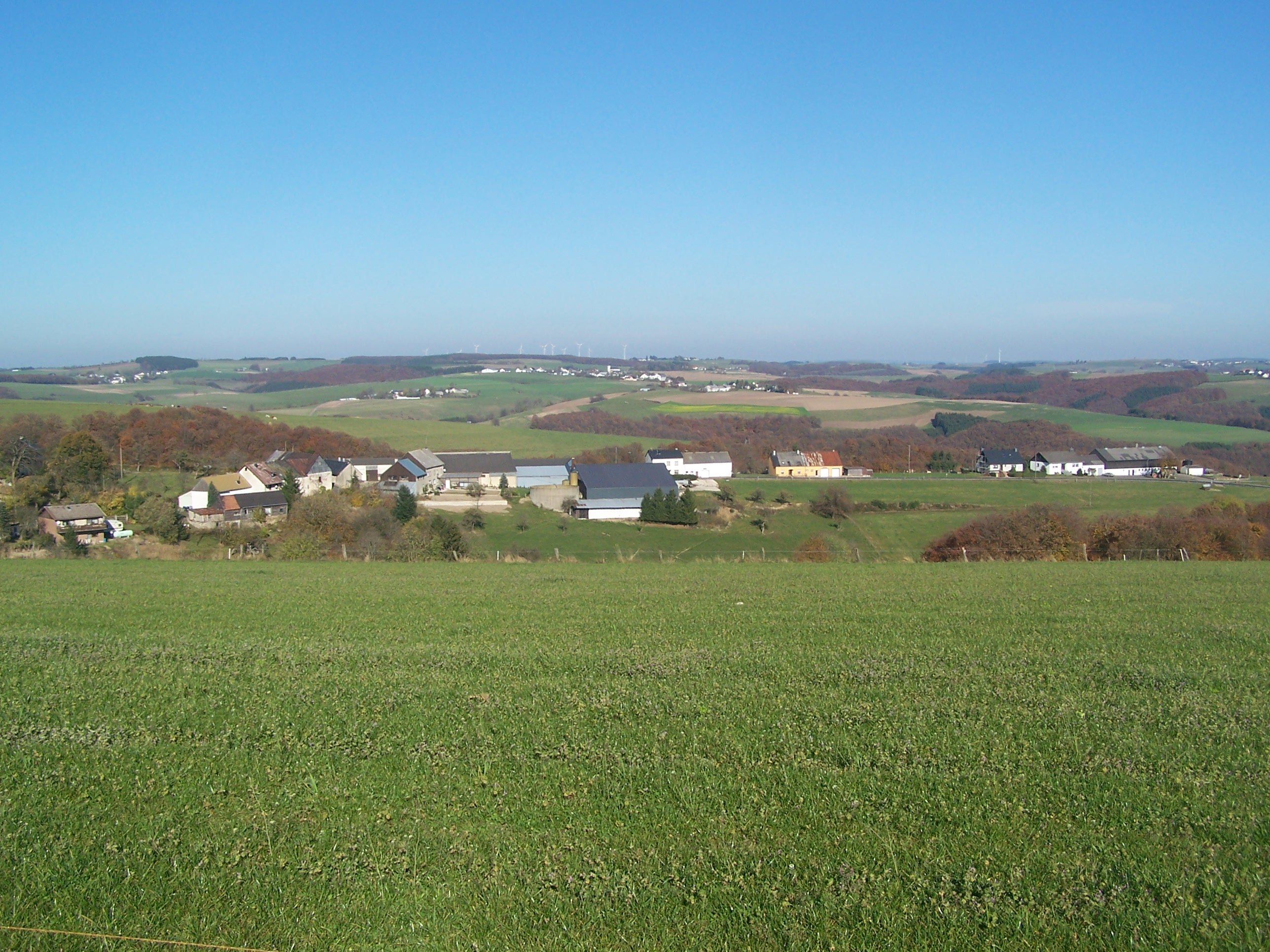
Leimbach

De gemeente bestaat uit de volgende kernen:
- Leimbach
- Schlinkert
- Weidendell

Verbandsvrije stad:  Bitburg